# Шани

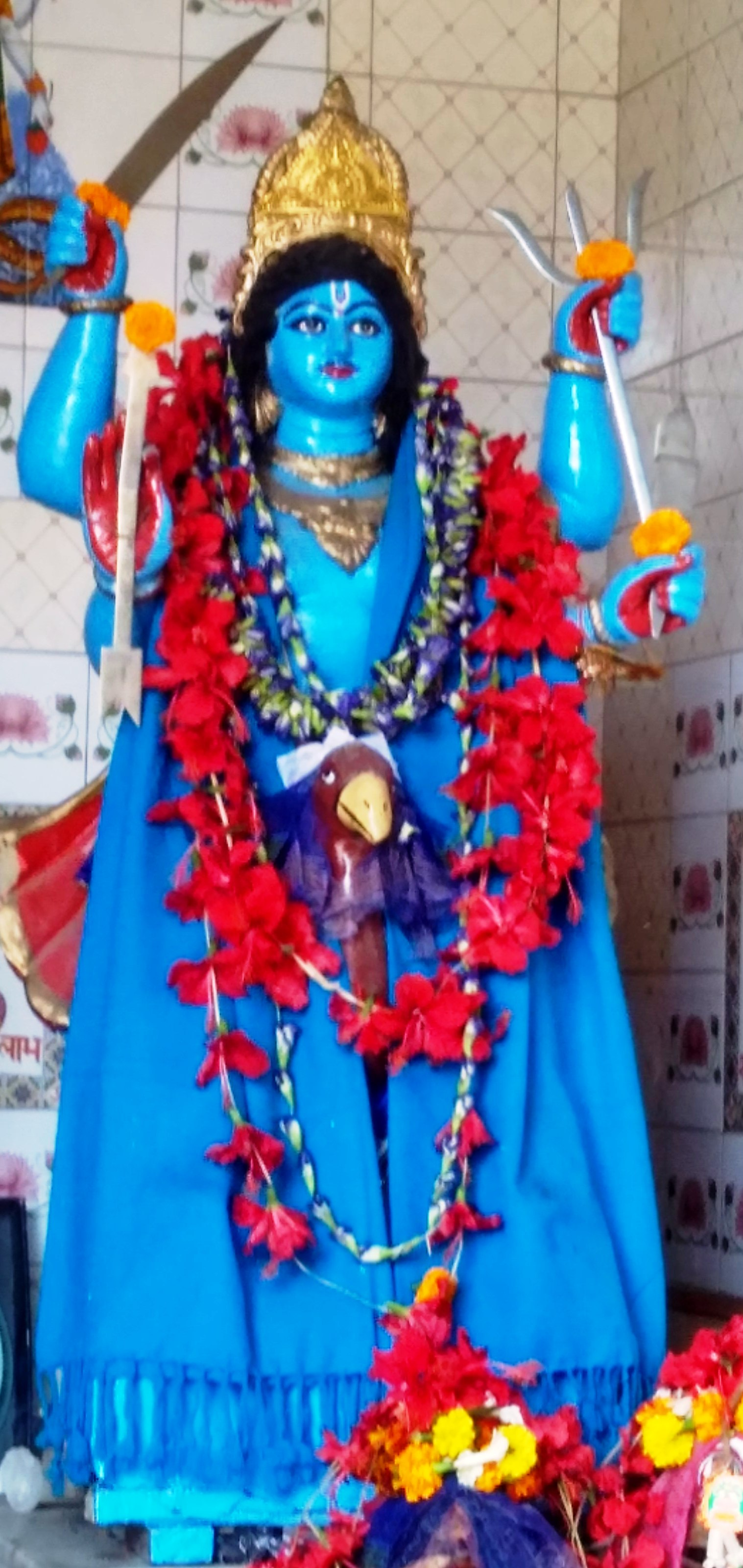
Шани

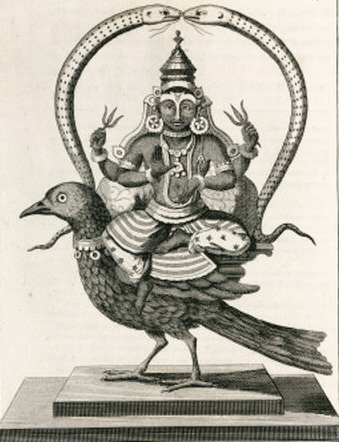
Шани (гравюра 1782 года)

Шани (санскр. शनि, IAST: Śani), в индийской астрономии и астрологии — планета Сатурн, одна из наваграх (девяти небесных тел) .
В своей персонифицированной форме, Шани — это дэва, сын Сурьи и его жены Чхаи, олицетворённой тени.
Шани при жизни награждает или заставляет страдать человека за результаты его действий, тогда как Яма карает или вознаграждает индивида после его смерти.
Согласно легенде, когда Шани впервые открыл свои глаза после рождения, произошло солнечное затмение. Шани считается величайшим учителем. Он приносит много страданий тем, кто следует по пути предательства и несправедливости. Он рассматривается как величайший благожелатель и как дающий величайшие страдания. В индуистском искусстве, Шани изображают с кожей тёмного цвета, одетым в чёрные одежды, держащим в руках меч, стрелы и два кинжала, сидящим на своей вахане — чёрном вороне, или злым, уродливым стариком.